# Tom Clancy Splinter Cell: I signori del fuoco
Tom Clancy Splinter Cell: I signori del fuoco è un romanzo di Tom Clancy e David Michaels. È il primo di cinque romanzi che hanno come tema lo spionaggio americano, correlato con i recenti conflitti che l'America si trova ad affrontare attraverso una trama avvincente, grazie anche all'uso della prima persona.

## Trama
Per rispondere alle crescenti minacce alla sicurezza degli Stati Uniti ed ai programmi sempre più sofisticati con cui terroristi ed organizzazioni criminali proteggono i loro piani, la NSA (Agenzia di Sicurezza Nazionale del governo statunitense) ha istituito un dipartimento supersegreto: Third Echelon. I suoi agenti sul campo sono abilissimi, invisibili, micidiali. Operano in assoluta solitudine ed hanno licenza di spiare, rubare o distruggere dati preziosi, registrare conversazioni compromettenti, falsificare prove scottanti e uccidere. La loro prerogativa è di agire nell'ombra, grazie all'ausilio di apparecchiature tecnologiche di ultima generazione. Se dovessero cadere in mani nemiche, il Governo degli Stati Uniti negherà ogni legame con loro, nessuno muoverà un dito per salvarli. Sam Fisher è il primo degli agenti scelti, il primo degli Splinter Cell. Nel romanzo si troverà a dover fronteggiare la minaccia dei trafficanti d'armi che rischiano di mettere a repentaglio la missione americana in Iraq e Iran. Parallelamente si svolge la storia della figlia di Sam, Sarah, che va in vacanza a Gerusalemme con un'amica e due ragazzi, di cui uno appartenente all'organizzazione terroristica nota come Shadows.

## Il Protagonista
Sam Fisher è il primo agente scelto di Third Echelon. Non ha realmente una vita privata, a causa della sua professione, e ha scarsi rapporti sociali. Ha una figlia, Sarah, nata dalla defunta moglie Regan. È ben addestrato in tecniche di combattimento ravvicinato, in particolar modo nel Krav Maga (disciplina di arti marziali). Generalmente usa un SC-20K, fucile multiuso capace di sparare proiettili particolari quali proiettili elettrici o di gomma. È dotato di un cinico senso dell'umorismo.

## Altri personaggi
- Sarah Burns
- Eli
- Noel
- Rivka
- Irving Lambert
- Carley St.John
- Namik Basaran
- Nasir Tarighian
- Farid
- Ahmed Mohammed
- Albert Mertens
- Andrei Zdrok
- Stefan Prokofiev
- Anton Antipov
- Oskar Herzog
- Katia

## Edizioni
- Tom Clancy, David Michaels, Tom Clancy Splinter Cell: - I signori del fuoco, traduzione di Massimo Gardella, collana Rizzoli romanzo, RCS Libri, 2005,  pp. 373, cap. 40, ISBN 88-17-00913-X.